# Fany Mpfumo
António Mariva Mpfumo (Lourenço Marques, 18 de Outubro de 1928 - Maputo, 3 de Novembro de 1987), popularmente mais conhecido como Fany Mpfumo,  foi um músico moçambicano, considerado o "rei" da marrabenta.
Pfumo começou a cantar aos 7 anos de idade e, em 1947, com apenas 18 anos, deixou Lourenço Marques, actual Maputo, com destino à África do Sul, onde mercê do seu talento cedo granjeou simpatia e projecção no mundo da música.
Estilo da marca registrada de Pfumo é caracterizada pela mistura de ritmos marrabenta com elementos de jazz, bem como influências da música sul-africana kwela.Em Joanesburgo, Pfumo teve a oportunidade de gravar com HMV, alcançar a fama internacional com canções como Loko ni kumbuka Jorgina ("When I Remember Jorgina"); este, em particular, continua a ser uma das músicas mais conhecidas de marrabenta e pop moçambicano. Ele iniciou em uma série de bandas durante os anos 1950 e 1960, mas também gravou vários singles solo.

## Discografia parcial

### Singles
Singles do Pfumo incluem:
- Lesni Wene Unga Xonga
- Famba Ha Hombe
- A Basati Ba Lunau

### Compilações
- Nyoxanine